# Битка на Великој Хочи
Дана 25. маја 1905. група од седам четника, предвођена војводама Саватијем Милошевићем, Лазаром Кујунџићем (путовођа) и потпоручником Живојином Миловановићем стигла је у Велику Хочу у Метохији. У чети су још били Коста Караперић-Коњушки, Таса Миленковић, Станиша Шевић и Станоје Микић. Чета се том приликом враћала на терен преко Куршумлије, Подујева, Колашина и Подриме. Путовођа Лазар Кујунџић (иначе учитељ) одлично је познавао обичаје и језик Албанаца.
Велика Хоча је била српско село са свега две арнаутске куле. Кујунџић је, да би предупредио освету Арнаута над великохочанским Србима, одабрао за даник арнаутску кулу, од чијег је домаћина добио бесу. Пошто су четници вечерали и заспали Арнаут је обавестио локалне Албанце из села Ораховац. Мноштво Албанаца опколило је кулу и турски јузбаша (капетан) позвао је четнике на предају. Четници су одговорили плотуном од којег су погинули јузбаша и четири аскера. Пушкарање је трајало читав дан и окончано у сумрак. Тада је група Арнаута продрла у доњи спрат, где је као и у свим албанским кулама, био простор за стоку. Одатле су пуцајући кроз таваницу успели да убију петорицу четника и кулу запалили. Двојица преживелих су излетела из куле пуцајући али су их Арнаути убили. У борби је према подацима Конзулата у Приштини погинуло око 40 Арнаута, Турака и четника.